# 達林嶺
達林嶺（英語：Darling Ridge）是南極洲的山嶺，位於威爾克斯地，屬於霍利克山脈中俄亥俄山脈的一部分，長5公里，海拔高度2,350米，由美國研究隊測量，現時由南極條約體系管理。
84°46′S 115°54′W / 84.767°S 115.900°W